# 童路雯
童路雯（1982年8月—），湖南张家界人，土家族，无党派人士。中华人民共和国政治人物、第十三届全国人民代表大会湖南地区代表，湖南省张家界市委党校学术中心主任。

## 生平
2018年2月24日，当选为第十三届全国人大代表。
2023年1月，当选湖南省第十三、第十四届人民代表大会代表。